# Jean Hébrard
Pour les articles homonymes, voir Hébrard.
Joannis Antonnin Léonce Joseph Hébrard (dit Jean) est un ingénieur agricole français, né le 29 août 1894 à Laveyrune (Ardèche) et mort le 23 janvier 1943 à Saint-Alban-sous-Sampzon (Ardèche).

## Formation

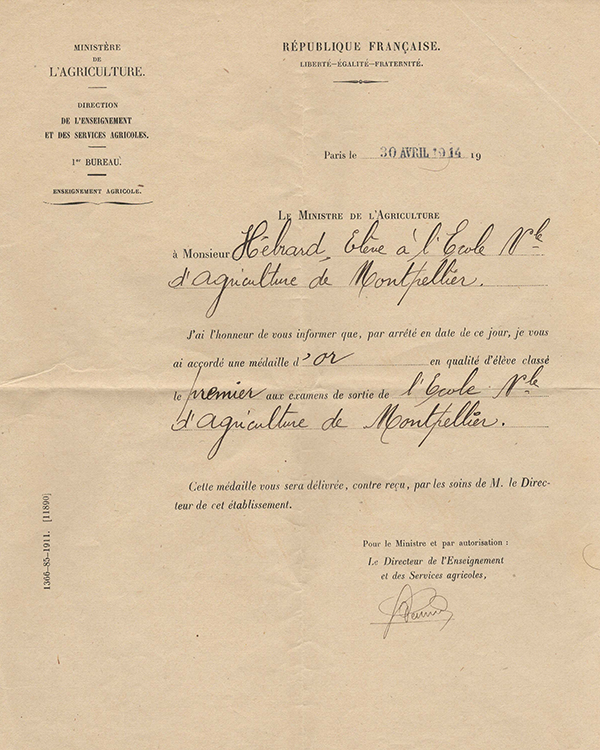
Félicitations du Ministre de l'Agriculture à Jean Hébrard

Après avoir suivi sa classe préparatoire à l'école d’Écully, il intègre l'École Nationale d'Agriculture de Montpellier dont il sortira à 19 ans, diplômé et major de sa promotion. Félicité pour ce classement, il reçoit la médaille d'or du Ministère de l'Agriculture.
Par la suite, il sera professeur dans cette même école.

## Travaux

### Blé Hébrard
Jean Hébrard est à l'origine du « blé Hébrard », une variété de la céréale adaptée à la culture sur terrains rocailleux (notamment dans les Pyrénées). Cette semence sera distribuée par le groupe Vilmorin.

### Tournesol

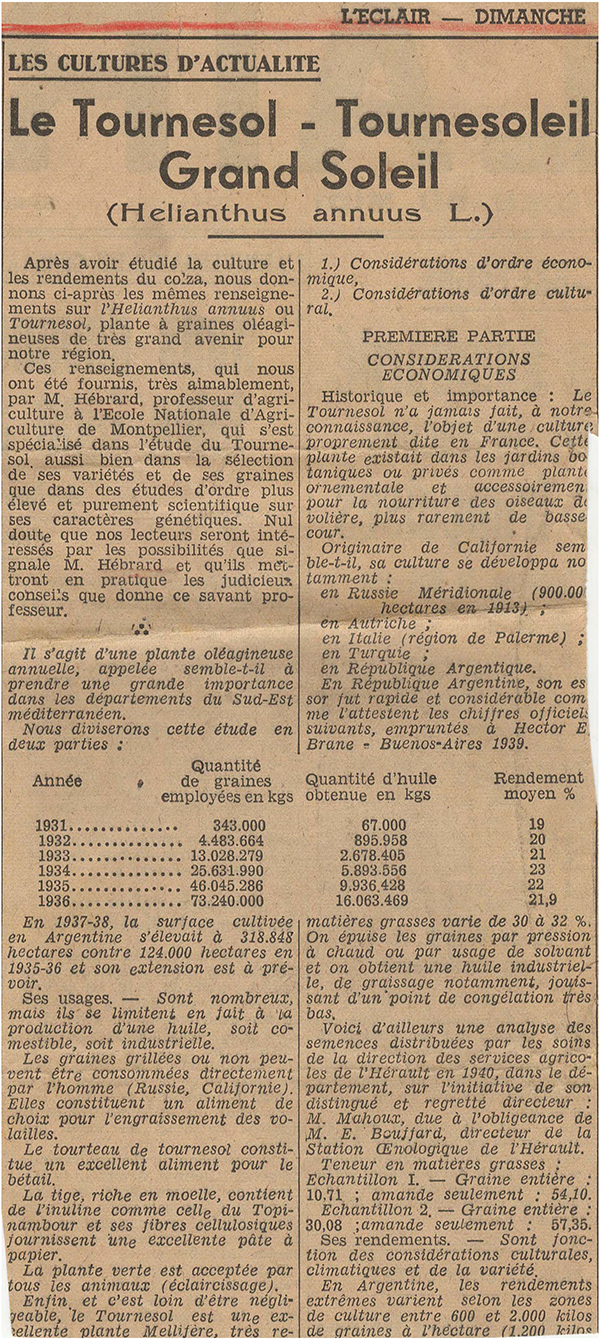
L'éclair, 15 septembre 1940

Jean Hébrard a également introduit la culture des tournesols en France grâce à des graines envoyées d'Argentine par un de ses élèves.
Jusqu'alors, le tournesol présent en France n'était utilisé qu'à des fins ornementales. Il mène de nombreuses études sur cette plante et en développe la culture en l'ouvrant à l'exploitation agro-alimentaire.